# Orthochromis
Genre
Le genre Orthochromis regroupe plusieurs espèces de poissons de la famille des Cichlidae.

## Liste des espèces
Selon FishBase :
- Orthochromis kalungwishiensis  (Greenwood et Kullander, 1994)
- Orthochromis kasuluensis  De Vos et Seegers, 1998
- Orthochromis luichensis  De Vos et Seegers, 1998
- Orthochromis luongoensis  (Greenwood et Kullander, 1994)
- Orthochromis machadoi  (Poll, 1967)
- Orthochromis malagaraziensis  (David, 1937)
- Orthochromis mazimeroensis  De Vos et Seegers, 1998
- Orthochromis mosoensis  De Vos et Seegers, 1998
- Orthochromis polyacanthus  (Boulenger, 1899)
- Orthochromis rubrolabialis  De Vos et Seegers, 1998
- Orthochromis rugufuensis  De Vos et Seegers, 1998
- Orthochromis stormsi  (Boulenger, 1902)
- Orthochromis torrenticola  (Thys van den Audenaerde, 1963)
- Orthochromis uvinzae  De Vos et Seegers, 1998